# Altenfeld
Altenfeld är en ortsteil i staden Großbreitenbach i Ilm-Kreis i förbundslandet Thüringen i Tyskland. Altenfeld var en kommun fram till den 1 januar 2019 när den tillsammans med 7 andra kommuner bildade den nya kommunen Großbreitenbach. Kommunen hade 927 invånare 2018.